# Paris Dennard
Paris Dennard (* 1982 in Phoenix, Arizona) ist ein US-amerikanischer Politikberater, politischer Stratege und Redner. Er tritt häufig als konservativer Experte und Kommentator (als sogenannter pundit) in Nachrichtensendungen und Diskussionsrunden bei CNN und im NPR auf.

## Leben

### Ausbildung
Dennard besuchte bis 2000 in seiner Heimatstadt das Brophy College Preparatory – eine jesuitische Jungen-Highschool – und war dort Vorsitzender der Schülervertretung. Anschließend studierte er als Stipendiat des Richard Eamer Scholars Program an der konservativ-christlichen, privaten Pepperdine University in Malibu Public Relations und Politikwissenschaft. Er verbrachte ein Auslandssemester in London und schloss beide Fächer jeweils mit einem Bachelor ab.
Während seines Studiums war er Präsident der Student Government Association – einem Gremium der Studierendenvertretung – am Seaver College der Universität.

### Karriere in der Politik
Er war bereits in seiner Jugend als konservativer Nachwuchspolitiker aktiv. So amtierte er beispielsweise als Vorsitzender der Arizona Teenage Republicans, der Nachwuchsorganisation der Republikanischen Partei. und trat im Sommer 2000 als jüngster Redner im Rahmen der Republican National Convention in Philadelphia auf.
Unter US-Präsident George W. Bush arbeitete Dennard zwischen 2005 und 2009 im Weißen Haus. Er war während dieser Zeit im Office of Legislative Affairs, im Office of Political Affairs sowie im Office of Public Liaison and Intergovernmental Affairs beschäftigt. In letzterem fungierte er als White House Director of Black Outreach und war für die Kontaktpflege der Regierung zur afroamerikanischen Bevölkerung zuständig. Darüber hinaus koordinierte er Gesprächstermine und Reisen des Präsidenten, der First Lady Laura Bush sowie Abgeordneter des Repräsentantenhauses und zeichnete für die Planung diverser Veranstaltungen im Weißen Haus verantwortlich. Beispielsweise gehörte er 2007 zum Organisationsteam für die Trauerfeier für den ehemaligen Präsidenten Gerald Ford und kümmerte sich wenige Monate später um ein Event von George W. Bush anlässlich des Welt-AIDS-Tages.
Nach seinem Ausscheiden aus dem Weißen Haus arbeitete Dennard von 2009 bis 2011 als Associate Director for Coalitions im Republican National Committee. Anschließend war er als Director of Public Affairs in einer Anwaltskanzlei in South Carolina tätig sowie um 2014 als Director of Events bei der in Washington, D.C. ansässigen und mit der Arizona State University kooperierenden Denkfabrik McCain Institute for International Leadership. Bereits 2012 oder 2013 hatte er mit der PD Consulting Group ein eigenes Beratungsbüro für Strategische Kommunikation, politisches Management, Image- und Markenentwicklung und Medientraining gegründet. Im Juli 2015 wurde er zum Legislative Director des Thurgood Marshall College Fund ernannt, dessen Fokus auf öffentlichen HBCU liegt. Seit September 2016 fungiert Dennard im Fund als Director of Strategic Communications.
Im Präsidentschaftswahlkampf 2016 bekundete Dennard seine Unterstützung für den republikanischen Bewerber Donald Trump und verteidigte dessen Positionen und Äußerungen häufig engagiert in den Medien. Über Parteigrenzen hinausreichende Bekanntheit erlangte er Anfang Februar 2017, als der zwischenzeitlich gewählte und vereidigte US-Präsident Trump in einer Ansprache zum Black History Month Dennards Arbeit als pundit bei CNN würdigte:
„And Paris has done an amazing job in a very hostile CNN community. He’s all by himself. You’ll have seven people, and Paris. And I’ll take Paris over the seven. But I don’t watch CNN, so I don’t get to see you as much as I used to. I don’t like watching fake news.“
„Und Paris hat einen großartigen Job in einer sehr feindseligen [weil liberal-demokratischen] CNN-Umgebung gemacht. Er ist ganz für sich allein. Du hast sieben Leute [liberale Diskussionsteilnehmer] und Paris. Und ich ziehe Paris diesen sieben vor. Aber ich schaue CNN nicht, daher sehe ich dich [persönliche Ansprache an Dennard] nicht mehr so häufig wie ich es früher tat. Ich mag es nicht, mir Fake News anzuschauen.“